# Le Ballet de « Robert le Diable » (1871)
Pour les articles homonymes, voir Robert le Diable (homonymie).
Le Ballet de « Robert le Diable » (1871) est le premier de deux tableaux peints par Edgar Degas en 1871 et 1876 sur ce thème. Il mesure 66 × 54,3 cm. Il est conservé au Metropolitan Museum of Art de New York aux États-Unis.

## Contexte, description, analyse
Dans ce tableau de 66 cm de hauteur sur 54,3 cm de largeur peint en 1871, le premier d'une série de deux huiles sur toile sur le même thème, Edgar Degas représente la scène, dans le décor de Pierre-Luc-Charles Ciceri , du « ballet des nones » de l'opéra Robert de Diable de Giacomo Meyerbeer, donné salle Le Peletier par les danseurs et l'orchestre de l'Opéra de Paris sous la direction du chef Georges Hainl. Dans la pénombre de la fosse, se détache sur la blancheur de la partition du pupitre voisin, soufflant imperturbablement dans son anche, le profil de l'ami du peintre, le bassoniste Désiré Dihau que Degas a également portraituré dans plusieurs tableaux représentant l'orchestre, principalement dans L'Orchestre de l'Opéra. Caractérisant l'indifférence du public pour une œuvre depuis quarante ans au répertoire, que Degas continue cependant à affectionner, le spectateur — identifié comme étant le collectionneur Albert Hecht — détourne son regard de la scène pour le porter à travers ses jumelles de théâtre vers les loges du côté jardin.